# آندریا کوتینی
آندریا کوتینی (انگلیسی: Andrea Cottini؛ زادهٔ ۲۳ مارس ۱۹۷۶) بازیکن فوتبال اهل ایتالیا است.
از باشگاه‌هایی که در آن بازی کرده‌است می‌توان به باشگاه فوتبال آنکونا، باشگاه فوتبال پروجا، باشگاه فوتبال رجانا، و باشگاه فوتبال چزنا اشاره کرد.